# Izborni prag
Izborni prag je minimalni udio primarnih glasova koji kandidat ili politička stranka zahtijeva da postignu prije nego steknu pravo na bilo kakvo zastupanje u zakonodavnom tijelu. Ova granica može djelovati na različite načine. Na primjer, u sustavima [proporcionalne zastupljenosti u stranačkim popisima] izborni prag zahtijeva da stranka mora dobiti određeni minimalni postotak glasova (npr. 5 %), bilo na nacionalnoj razini ili u određenoj izbornoj jedinici, kako bi dobila mjesta u zakonodavno tijelo. U višečlanim izbornim jedinicama koje koriste preferencijalno glasovanje, osim izbornog praga, za dodjelu sjedišta, od kandidata se također traži da postigne  kvota, bilo na primarnom glasovanju ili nakon raspodjele povlastica, što ovisi o o broju članova koji će se vratiti iz izborne jedinice.
Učinak izbornog praga je odbiti zastupanje malim strankama ili ih prisiliti na koalicije, s pretpostavkom da se izborni sustav učini stabilnijim tako što će se držati podalje strankama. Međutim, kritičari tvrde da u nedostatku rangiranog glasačkog listića sustava, pristalice manjih stranaka učinkovito su obespravljene i uskraćeno im je pravo da ih zastupa netko po svom izboru.
Mogu se definirati dvije granice - prag zastupljenosti je minimalni udio glasova koji bi stranci mogao dati mjesto (pod najpovoljnijim okolnostima za stranku), dok je prag isključenja maksimalni udio glasova koji bi mogao biti nedovoljan za postizanje mandata (pod najmanje povoljnim okolnostima). Lijphart je predložio izračunavanje neformalnog praga kao srednje vrijednosti.

## Zakonski pragovi izbora u različitim zemljama
██ <1
██ ≥1, <2
██ ≥2, <3
██ ≥3, <4
██ ≥4, <5
██ ≥5, <6
██ ≥6, <7
██ ≥7
██ Each chamber has a different threshold
U poljskom Sejmu, njemačkom Bundestagu i Zastupničkom domu Novog Zelanda prag je 5 %. Međutim, u Njemačkoj i na Novom Zelandu, ako stranka dobije minimalni broj izravno izabranih mjesta - tri u Njemačkoj i jedan na Novom Zelandu - prag se ne primjenjuje (iako se izravno izabrana mjesta zadržavaju bez obzira na to). Prag je 3,25 % u Izraelu Knessetu (bio je 1 % prije 1992., 1,5 % u 1992–2003 i 2 % 2003–2014) i 10 % u Velika nacionalna skupština Turski parlament. U Poljskoj, stranke etničkih manjina ne moraju dostići razinu praga kako bi ušle u parlament i tako uvijek postoji mala zastupljenost njemačkih manjina u Sejmu. U Rumunjskoj, za stranke etničkih manjina postoji drugačiji prag nego za nacionalne stranke koje se kandidiraju za  Zastupničkog doma.
Postoje i zemlje kao što su Portugal, Južna Afrika, Finska, Nizozemska i Makedonija koje imaju sustave proporcionalne zastupljenosti bez pravnog praga, iako Nizozemska ima pravilo da prvo sjedalo nikada ne može biti ostatak sjedala, što znači da postoji djelotvorni prag od 100 % podijeljen s ukupnim brojem mjesta (s 150 mjesta za dodjelu, ovaj prag je trenutno 0,67 %). Na parlamentarnim izborima 1992 i 1996 godine prag je određen na tri mjesta u parlamentu. To je značilo da stranke trebaju osvojiti oko 3,2 % glasova kako bi prešle prag. U 2000 godini prag je povećan na 4 % glasova.
U Švedskoj postoji prag od 4 % za cijelu zemlju, ali ako stranka dosegne 12 % u jednoj izbornoj jedinici, ona će sudjelovati u dodjeli mjesta za tu četvrt. Međutim, kroz izbore 2014. godine nitko nije izabran na temelju pravila 12 % U Norveškoj, nacionalni izborni prag od 4 % primjenjuje se samo na izjednačavanje sjedala s. Stranka s dostatnom lokalnom podrškom još uvijek može osvojiti redovna mjesta u okrugu, čak i ako stranka ne ispuni prag. Nakon izbora 2009 godine,  Liberalna stranka osvojila je dva mjesta na ovaj način.
U Australiji, koja koristi sustav proporcionalne zastupljenosti, oni izbjegavaju potrebu za formalnim izbornim pragom uspostavljanjem manjih biračkih tijela sa svakim višečlanim biračkim tijelom koji vraćaju manje zastupnika u parlament i kao takvi zahtijevaju veći postotak  kvota kako bi bio izabran. Budući da Australija također koristi glasački sustavi s rangiranim glasovanjem, pristalice manjih stranaka nisu obespravljene jer su njihovi glasovi preraspodijeljeni drugim kandidatima prema redoslijedu izbora koji se bira i koji onda može biti dio drugog kvota kandidata je pobijedila.
U Sjedinjenim Američkim Državama, s obzirom na to da se većina izbora provodi u okviru sustava za prvo glasovanje u prvom krugu, zakonski pragovi izbora ne primjenjuju se na stvarno glasovanje. Međutim, nekoliko država ima zahtjeve u pogledu praga za stranke kako bi dobili automatski pristup glasačkim listićima pristup državnim glasačkim listićima na sljedeće opće izbore, a da ne moraju podnijeti peticije potpisane od birača. Zahtjevi u pogledu praga nemaju praktičnog značaja za dvije glavne političke stranke (stranke republikanska stranka (Sjedinjene Države i demokratska stranka (SAD) koje lako ispunjavaju uvjete, ali došli su u igru za manje stranke kao što su Zelena stranka Sjedinjenih Američkih Država i Libertarijanske stranke. Pravila praga primjenjuju se i na neovisne kandidate za pristup glasačkim listićima.
Zemlje mogu imati više od jednog praga. Njemačka, kao što je ranije spomenuto, ima redoviti prag od 5 %, ali stranka koja osvoji tri izborna mjesta u Bundestagu može dobiti dodatnu zastupljenost čak i ako je ostvarila manje od 5 % od ukupnog broja glasova. Većina sustava s višestrukim pragom još uvijek je u fazi prijedloga. Izborni prag često se provodi s namjerom da se politički sustav dovede u stabilnost.
Parlamentarna skupština Vijeća Europe preporučuje za parlamentarne izbore prag ne veći od 3 %. Međutim, odluka iz 2007. Europski sud za ljudska prava,  Yumak i Sadak protiv Turske , smatrala je da prag Turske od 10 % nije prekršio članak 3. Protokola 1 EKLJP (pravo na slobodne izbore). Budući da Turska nema ograničenja za nezavisne kandidate, pravilo od 10 % je u određenoj mjeri zaobišlo stranke koje se kandidiraju kao neovisni kandidati.

### Europa
| Država              | Za pojedinačne stranke | Ostalo |
| ------------------- | --- | --- |
| Albanija            | 3 % | 5 % za višestranačke saveze na svakoj razini izbornog područja                                                                                        |
| Armenija            | 5 % | 7 % za višestranačke saveze |
| Austrija            | 4 % or a Grundmandat u regionalnim izbornim jedinicama | |
| Belgija             | 5 % (na razini izbornih jedinica; nema nacionalnog praga) | |
| Bosna i Hercegovina | 3 % | |
| Bugarska            | 4 % | |
| Hrvatska            | 5 % (na razini izbornih jedinica; nema nacionalnog praga) | |
| Cipar               | 3,6 % | 5 % za Sjeverni Cipar |
| Češka Republika     | 5 % | 10 % za koaliciju od dvije stranke, 15 % za koaliciju od 3 stranke, 20 % za koaliciju od 4 i više stranaka (samo za Zastupnički dom Češke Republike ) |
| Estonija            | 5 % | |
| Danska              | 2 % ili izravni mandat | |
| Njemačka            | 5 % glasova valjanih partilista za proporcionalno zastupanje (ili osvajanje tri izborne jedinice) | 0 % (Etničke manjine), 0 % (Parlamentarni izbori u EU)                                                                                                |
| Gruzija             | 3 % | 3 % (2,5 % u Tbilisi) za regionalne izbore |
| Grčka               | 3 % | |
| Mađarska            | 5 % | 10 % za bipartitne saveze, 15 % za višestranačke saveze)                                                                                              |
| Island              | 5 % (samo za kompenzacijska sjedala) | |
| Italija             | 3 % | 10 % (partijske saveze), ali popis mora doseći barem 3 %, 1 % (stranke stranačkih saveza), 20 % ili dvije izborne jedinice (etničke manjine)          |
| Kazahstan           | 7 % | |
| Letonija            | 5 % | |
| Lihtenštajn         | 8 % | |
| Litva               | 5 % | 7 % za partijske saveze |
| Moldavija           | 5 % | 3 % (nepartijski), 12 % (partijske saveze) |
| Monaco              | 5 % | |
| Crna Gora           | 3 % | |
| Nizozemska          | 0,67 % (posto glasova potrebnih za jedno mjesto) | |
| Norveška            | 4 % (samo za kompenzacijska sjedala) | |
| Poljska             | 5 % | 8 % (savezi); 0 % (etničke manjine) |
| Rumunjska           | 5 % | 10 % (savezi) |
| Rusija              | 5 % | |
| San Marino          | 3,5 % | |
| Španjolska          | 3 % (izborna jedinica). Ceuta i Melilla upotrijebiti sustav koji se odnosi na prvo mjesto. Nema praga za izbore u Senatu i Europskom parlamentu. 5 % za lokalne izbore. Promjenjiva na regionalnim izborima. | |
| Švedska             | 4 % (national level) 12 % (izborna jedinica) | |
| Srbija              | 5 % | 0,4 % za etničke manjine (posto glasova potrebnih za jedno mjesto)                                                                                    |
| Slovačka            | 5 % | 7 % for bipartitne saveze, 10 % za višestranačke savezi                                                                                               |
| Slovenija           | 4 % | |
| Turska              | 10 % | Nema praga za nezavisne kandidate. |
| Ukrajina            | 5 % | |

### Ostali kontinenti
| Država        | Za pojedinačne stranke                                                                                                  | Ostalo                                                                   |
| ------------- | --- | ------------------------------------------------------------------------ |
| Argentina     | 3 % |                                                                          |
| Bolivija      | 3 % |                                                                          |
| Burundi       | 2 % |                                                                          |
| Kolumbija     | 3 % |                                                                          |
| Istočni Timor | 4 % |                                                                          |
| Fidži         | 5 % |                                                                          |
| Indonezija    | 4 % |                                                                          |
| Izrael        | 3,25 % |                                                                          |
| Mozambik      | 5 % |                                                                          |
| Nepal         | 3 % vote each under the proportional representation kategorija i najmanje jedno mjesto ispod first-past-the-post voting |                                                                          |
| Novi Zeland   | 5 % (ili osvajanje biračkog mjesta)                                                                                     |                                                                          |
| Peru          | 5 % |                                                                          |
| Palestina     | 2 % |                                                                          |
| Filipini      | 2 % for 20 % of the lower house seats                                                                                   | Ostale stranke mogu se još kvalificirati ako 20 % mjesta nije popunjeno) |
| Južna Koreja  | 3 % (or winning 5 seat in local constituencies)                                                                         |                                                                          |
| Ruanda        | 5 % |                                                                          |
| Tajvan        | 5 % |                                                                          |
| Urugvaj       | 1 % (zastupnici) 3 % (Senat)                                                                                            |                                                                          |

## Prirodni prag
Broj mjesta u svakoj izbornoj jedinici stvara prirodni prag (koji se naziva i skriveni, ili djelotvorni ili neformalni prag). Udio glasova koji znači da se stranci jamči sjedište može se izračunati po formuli (100 % / (broj mjesta + 1)) + ε gdje je ε najmanji mogući broj glasova. To znači da će u četvrti s četiri mjesta nešto više od 20 % glasova jamčiti mjesto. Pod povoljnijim okolnostima, stranka još uvijek može osvojiti mjesto s manje glasova. Najvažniji čimbenik u određivanju prirodnog praga je broj mjesta koja treba popuniti distrikt. Ostali manje važni faktori su formula za raspodjelu sjedala (D'Hondt,  Saint-Laguë, R-Droop i Hare), broj političkih stranaka sudionika i veličina skupštine. Općenito, manji okruzi dovode do većeg broja glasova potrebnih za osvajanje mjesta i obrnuto. Donja granica (prag zastupljenosti ili postotak glasova koji omogućuje stranci da osvoji mjesto pod najpovoljnijim okolnostima) teže je izračunati. Osim ranije spomenutih čimbenika, važan je i broj glasova za manje stranke. Ako se glasa više za stranke koje ne dobiju mjesto, to će značiti manji udio glasova potrebnih za osvajanje mjesta.

## Značajni neuspjesi da se dosegne prag
Primjeri izbora gdje su uspostavljene stranke pale ispod praga:
- Turska,  2002. Nijedna od političkih stranaka koje su bile zastupljene u parlamentu nakon općih izbora u Turskoj 1999. nisu mogle dosegnuti prag od 10 posto, potiskujući tursku politiku do njezinih temelja. Značajno je da je  DYP dobio 9,55 %,  MHP je dobila 8,34 %,  GP je dobila 7,25 %,  DEHAP  je dobio 6,23 %,  ANAP je dobila 5,13 %,  SP je dobio 2,48 % i  DSP je dobila 1,22 % od popularnih glasova. Ukupno 46,33 % glasova, tj. 14,545,438 glasova bilo je nereprezentirano u parlamenta.
- Njemačka,  2013.  Slobodna demokratska stranka dobila je samo 4,8 % glasova na listi, tako da nije ispunila prag od 5 %. Ni ona nije osvojila nijedno izravno izabrano mjesto, a FDP nije osvojio izravno izabrano mjesto od 1990. godine. Dakle, po prvi put od 1949. stranka nije bila zastupljena u Bundestagu i njihovim bivšim koalicijskim partnerima u  stranke  Kršćansko demokratska unija i Hrišćanski socijalni savez u Bavarskoj) morale su osnovati veliku koaliciju s  Socijaldemokratska stranka. Budući da je nova politička stranka Alternativa za Njemačku dobila samo 4,7 % glasova na listi i nije uspjela osvojiti nijednu izbornu jedinicu u Bundestagu, gotovo 15 % glasova na listi i više od 10 % glasova birača na kraju je izgubljeno na stranke koje nisu dobile mjesta.
- Novi Zeland,  2008. Stranka [Novi Zeland] dobila je samo 4,07 % glasova na listi, tako da nije vraćena parlamentu. Stranka ACT Novi Zeland osvojila je samo 3,65 % glasova na listi, ali je ostala u parlamentu jer je njezin čelnik osvojio biračko mjesto ( Epsom). Kao rezultat toga, dodijeljena su i tri popisa mjesta - efekt kaputa. Prva stranka Novog Zelanda bila je u parlamentu od 1993. i vratila se u  2011.
- Norveška,  2009.  Liberalna stranka dobila je 3,9 % glasova, što je ispod praga od 4 % za izjednačavanje mandata, iako još uvijek osvaja dva mjesta. Dakle, dok su desničarske oporbene stranke dobile više glasova između njih nego stranaka u vladajućoj koaliciji, uski neuspjeh Liberalne stranke da prijeđe prag doveo je do toga da vladajuća koalicija nastavi s vlasti. Liberalna stranka je najstarija norveška stranka (osnovana 1884.) i dostigla je prag s 5,2 % glasova u  2013.
- Izrael,  1992. Ekstremno desna Tehiya (Revival) dobila je 1,2 % glasova, što je ispod praga koji je sama glasala za povećanje na 1,5 %. Time je izgubila tri mjesta.
- Poljska,  2015.  Ujedinjene ljevice ostvarila je 7,55 %, što je ispod praga od 8 % za višestranačke koalicije. Nadalje,  KORWiN dostigao je samo 4,76 %, što je usko nedostajalo prag od 5 % za pojedinačne stranke. To je omogućilo pobjedniku Zakon i pravdu da dobije većinu u parlamentu. Izbori su stvorili prvi parlament bez zastupanja ljevice.

## Iznos glasova bez zastupnika
Izborni pragovi ponekad mogu ozbiljno utjecati na odnos između postotaka glasova koji su postigli pojedine stranke i raspodjele mjesta.
U  parlamentarnim izborima u Rusiji 1995., s pragom bez stranaka ispod 5 %, više od 45 % glasova otišlo je strankama koje nisu dosegle prag. Ruski Ustavni sud je 1998. godine utvrdio da je prag zakonit, uzimajući u obzir granice njegove uporabe.
Slična je situacija bila iu Turskoj, koja ima prag od 10 %, koji je lako veći nego u bilo kojoj drugoj zemlji. Opravdanje za tako visok prag bilo je spriječiti višestranačke koalicije i zaustaviti beskrajnu fragmentaciju političkih stranaka iz 1960-ih i 1970-ih. Međutim, koalicije su vladale između 1991. i 2002. godine, ali su mainstream stranke i dalje bile rascjepkane i na  2002. čak 45 % glasova bilo je za stranke koje nisu dosegle prag i tako predstavljeni u parlamentu.
Na parlamentarnim izborima u Ukrajini, izborima 2006 u Ukrajini u ožujku 2006, za koje je postojao prag od 3 % (od ukupnog broja glasova, tj. Uključujući nevažeće glasove), 22 % birača bilo je obespravljeno, nakon što su glasovali za manje kandidate. U parlamentarnim izborima u Ukrajini, parlamentarnim izborima 2007 održanim pod istim sustavom, manje birača podržavalo je manje stranke, a ukupni postotak obespravljenih birača pao je na oko 12 %.
U Bugarskoj, 24 % birača glasovalo je za stranke koje se ne bi predstavile na izborima 1991 i 2013.
Na Filipinima, gdje su samo stranke na listi stranaka osporena u 20 % od 287 mjesta u donjem domu,  učinak prag od 2 % povećava se velikim brojem stranaka koje sudjeluju na izborima, što znači da je prag teže doseći. To je dovelo do gubitka četvrtine važećih glasova, što je dovelo do toga da 20 % mandata koji nikada nisu dodijeljeni zbog ograničenja od tri sjedišta u {[razjasni datum | listopad 2013]}, 2007 | 2007]], prag od 2 % je promijenjen kako bi se strankama s manje od 1 % prvih preferencija omogućilo da dobiju mjesto, a udio izgubljenih glasova neznatno se smanjio na 21 %, ali ponovno se povećao na 29 % u  2010 zbog povećanja broja sudionika. Ove statistike ne uzimaju u obzir izgubljene glasove za stranku koja ima pravo na više od tri mjesta, ali ne može zahtijevati ta mjesta zbog ograničenja s tri sjedišta. 
Izborni prag može proizvesti spojler efekt, sličan onome u sustav glasovanja u prvom krugu, u kojem manje stranke koje ne mogu dosegnuti prag uzimaju glasove od drugih stranaka sa sličnim ideologijama. Novonastale stranke u tim sustavima često se nalaze u začaranom krugu: ako se stranka smatra da nema šanse da ispuni prag, često ne može dobiti popularnu podršku; i ako stranka ne može dobiti podršku naroda, ona će i dalje imati malu ili nikakvu šansu da ispuni taj prag. Osim što djeluje protiv ekstremističkih stranaka, ona također može negativno utjecati na umjerene stranke ako politička klima postane polarizirana između dvije glavne stranke na suprotnim krajevima političkog spektra. U takvom scenariju, umjereni birači mogu napustiti svoju željenu stranku u korist popularnije stranke u nadi da će zadržati još manje poželjnu alternativu na vlasti.
Povremeno su izborni pragovi rezultirali time da je stranka dobila gotovo većinu mjesta bez dobivanja potpune većine glasova, onakvog ishoda koji bi trebao spriječiti proporcionalni sustav glasovanja. Na primjer, Turska AK stranka osvojila je većinu mjesta s manje od 50 % glasova na tri uzastopna izbora (2002., 2007. i 2011.). <! --- u  2013 bavarski državni izbori, Hrišćansko-socijalna unija nije uspjela dobiti većinu glasova, ali je ipak dobila gotovo većinu glasova zbog zapisnika broj glasova za stranke koje nisu dostigle prag, uključujući Slobodnu demokratsku stranku - koalicijski partner CSU-a u prethodnom državnom parlamentu .--->
Nasuprot tome, izbori na kojima se koristi rangirani sustav glasovanja mogu uzeti u obzir sveukupne naznačene prioritete svakog glasača. Na primjer, jedinstveni prenosivi glas preraspodjeljuje prve prioritetne glasove za kandidate ispod praga. To omogućuje kontinuirano sudjelovanje na izborima od strane onih čiji bi se glasovi inače izgubili. Manje stranke mogu svojim glasačima prije glasovanja ukazati na to kako bi htjele prenijeti svoje glasove. Rangirani sustavi glasovanja često se koriste u Australiji i Irskoj. Druge metode uvođenja pravilnosti u izborni sustav mogu imati slične učinke.

## Vanjske poveznice
- PACE report on electoral thresholds, 2010